# Air West
L'Air West è una compagnia aerea con sede a Khartoum, in Sudan. Opera servizi passeggeri nazionali e collegamenti charter-cargo internazionali. La sua base principale è l'aeroporto internazionale di Khartoum, con l'aeroporto internazionale di Sharjah come hub.
Questa compagnia aerea non ha collegamenti con la Hughes Airwest, che in precedenza operava negli Stati Uniti come Air West.
Air West è compresa tra i vettori aerei banditi dall'Europa.

## Storia
La compagnia aerea è stata fondata nell'aprile 1992 e ha iniziato ad operare nell'ottobre dello stesso anno.

## Incidenti
Il 24 gennaio 2007 il volo Air West 612, un Boeing 737 con 95 passeggeri e 8 membri dell'equipaggio, fu dirottato e portato nella capitale ciadiana di N'Djamena. L'aereo, diretto alla città di Al-Fashir, era decollato da Khartum alle 8:30. Il controllo del traffico aereo aveva prove di un solo dirottatore a bordo dell'aereo. Il dirottatore 24enne, Mahamat Abdelatif Mahamat, armato con una pistola e diversi coltelli, aveva chiesto che l'aereo fosse portato in Gran Bretagna. Rendendosi conto che non c'era abbastanza carburante per atterrare a Londra, chiese di essere trasportato in aereo a Bangui o N'Djamena. L'aereo atterrò in sicurezza a N'Djamena e tutti i passeggeri furono liberati. Il dirottatore chiese solo garanzie per la sua sicurezza all'ambasciata francese e l'asilo politico nel Regno Unito. Le richieste del dirottatore non furono ascoltate e l'uomo venne arrestato dopo venti minuti di trattative sul campo.

## Destinazioni
Air West fornisce servizi pubblici verso il Sudan, l'Egitto e l'Arabia Saudita.

## Flotta
La flotta di Air West è composta dai seguenti aeromobili (almeno fino al 4 aprile 2018), per un totale di 7 velivoli:
- 1 Airbus A300-600 (265 posti)
- 2 Antonov An-24 (44 posti)
- 1 Antonov An-28 (18 posti)
- 1 Boeing 737-300QC (148)
- 2 Fokker 50 (50 posti)